# Пајквил (Тенеси)
Пајквил (енгл. Pikeville) град је у америчкој савезној држави Тенеси.

## Демографија
По попису из 2010. године број становника је 1.608, што је 173 (-9,7%) становника мање него 2000. године.
| Група             | 2000.         | 2010.         |
| Белци             | 1.680 (94,3%) | 1.484 (92,3%) |
| Афроамериканци    | 55 (3,1%)     | 45 (2,8%)     |
| Азијати           | 7 (0,4%)      | 1 (0,1%)      |
| Хиспаноамериканци | 15 (0,8%)     | 58 (3,6%)     |
| Укупно            | 1.781         | 1.608         |